# عبد الله المطيري (مدرب كرة قدم)
عبد الله مجعد الشلاحي المطيري (1982-) هو مدرب كرة قدم كويتي، يدرب حاليًا منتخب أفغانستان لكرة القدم مُنذ عام 2023.

## سيرته
ولد عبد الله بالكويت عام (1982-) يعتبر أول كويتي يحترف تدريب كرة القدم بالخارج، حيثُ عمل في بداياته مساعدًا للمدرب في نادي كاظمة ونادي التضامن الكويتيين لفئة الأشبال، ثم مدربًا لفرق الأشبال بأندية القادسية، الشباب و والصليبيخات الكويتية، ثم خرجت للعمل مع نادي رضوى السعودي بصفته مديرًا فنيًّا للفريقين: الأول والأولمبي، ثم مدربًاً لنادي قرية العليا السعودي، ثم مدرب لفريق الشحانية القطري - تحت 23 سنة -، ومنتخب قيرغيرستان للناشئين وحقق ثاني أفضل نتيجة في تاريخهم، ثم عمل مساعدًا للمدرب في المنتخب الأول لقيرغيرستان وصعد إلى كأس آسيا لأول مرة في تاريخ منتخب قيرغيزستان لكرة القدم، وهو حاصل على عدة شهادات تدريبية معتمدة من الاتحادين القطري والآسيوي من بينها شهادة التدريب (A) في 2019 ثم شهادة البرو في 2020 وشهادة المحاضرين في عام 2020.

## احترافه
وفي بداية عام 2021 أعلن اتحاد نيبال لكرة القدم تعيينه مدرب منتخب نيبال لكرة القدم خلفا للمدرب الوطني بال جوبال ماهاراجان، وذلك للإشراف على الفريق الذي يشارك في التصفيات الآسيوية لكأس العالم 2022 في قطر وكأس آسيا 2023 في الصين.